# Народная партия Каймановых Островов
Народная партия Каймановых островов (англ. Cayman Islands People's Party) — центристская политическая партия на Каймановых Островах, основанная в 2020 году. Лидером партии является Эззард Миллер.

## История
Народная партия Каймановых островов была зарегистрирована Избирательным бюро Каймановых островов в ноябре 2020 года. Партия является лишь третьей официальной политической партией на Каймановых островах и единственной, получившей статус некоммерческой. Основана на принципах «экономического роста, заботы об окружающей среде и социального благополучия».
Народная партия Каймановых островов впервые участвовала во всеобщих выборах 2021 года, но не получила ни одного места.

## Участие в выборах
| Год выборов | Голоса | %     | Мест получено |
| ----------- | ------ | ----- | ------------- |
| 2021        | 217    | 1,26% | 0 из 19       |